# Fred Klingauf

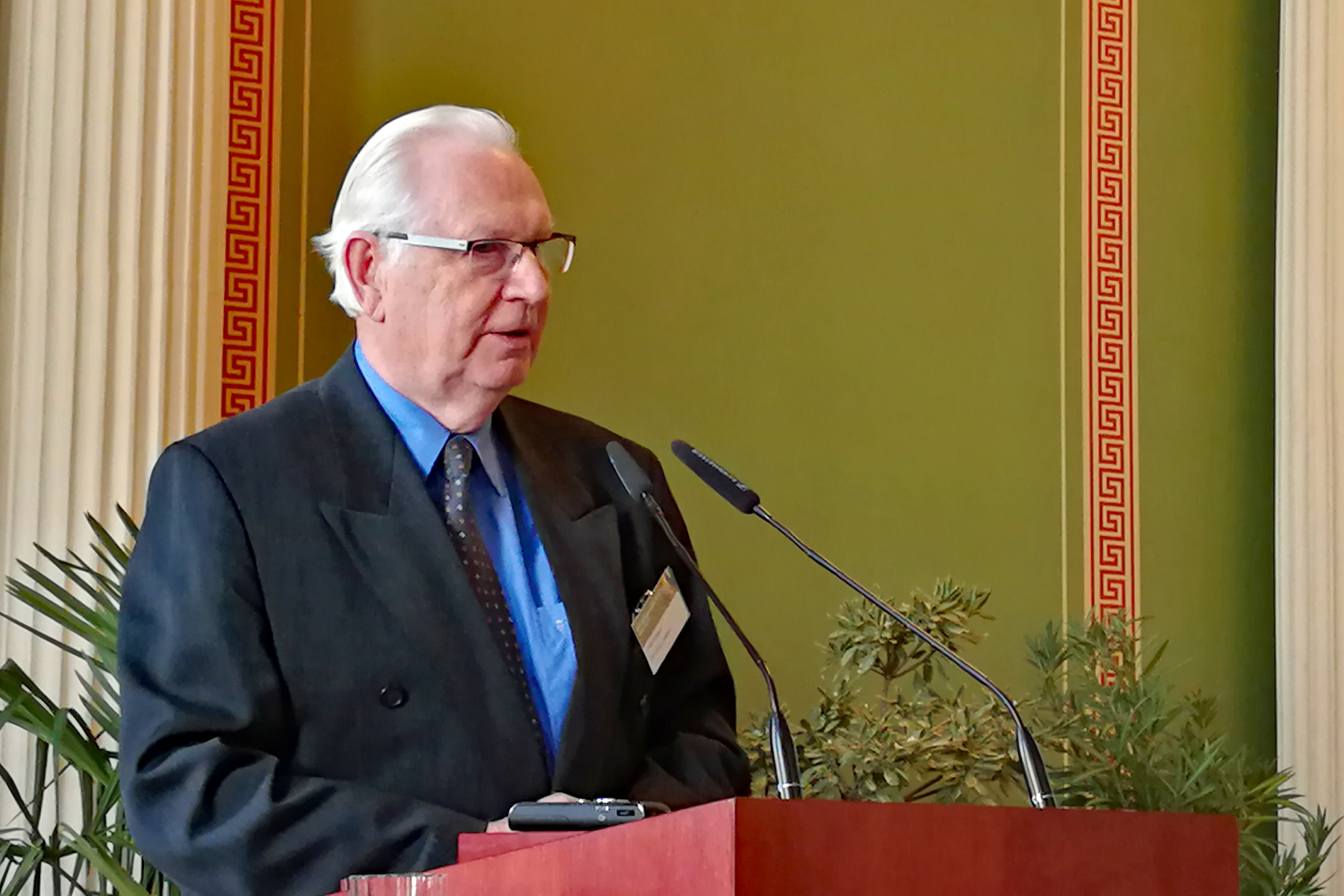
Fred Klingauf 2019

Fred Klingauf (* 24. August 1936 in Fürstenwalde/Spree) ist ein deutscher Agrarwissenschaftler und Biologe insbesondere der Phytomedizin, er ist Ehrenvorsitzender der Deutschen Phytomedizinischen Gesellschaft und war Präsident der Biologischen Bundesanstalt für Land- und Forstwirtschaft.

## Leben und Wirken
Fred Klingauf verbrachte seine Jugend- und Schulzeit in Fürstenwalde. Auf das Abitur folgte 1954 und 1955 die Ausbildung  zum Fachschuldozenten in der Fachrichtung Landwirtschaft in Semper/Rügen und Seelow/Mark. Von 1955 bis 1956 war er als Lehrer an der Fachschule für Landwirtschaft Fürstenwalde tätig. 1956 bis 1958 studierte Fred Klingauf  die Fachrichtung Landwirtschaft an der Hochschule für Ökonomie Berlin.
1959 setzte er sein Studium an der Universität Bonn mit den Fächern Philosophie, Zoologie, Botanik, Chemie und Pflanzenkrankheiten fort. Mit der Dissertation „Abwehr- und Meidereaktionen von Blattläusen (Aphididae) bei Bedrohung durch Räuber und Parasiten“ sowie den Prüfungsfächern Zoologie, Botanik und Pflanzenkrankheiten wurde er 1966 zum Dr. rer. nat. promoviert.
Nach Vorlage der Habilitationsschrift „Die Wirtswahl von Blattläusen (Aphididae) und die das Selektions verhalten steuernden Reize unter besonderer Berücksichtigung der Pflanzenoberfläche und ihres Wachsbelages“ wurde Klingauf die venia legendi für das Lehrgebiet „Phytomedizin unter besonderer Berücksichtigung der Entomologie“ durch die Landwirtschaftliche Fakultät der Universität Bonn im Juni 1973 verliehen.
Nach mehrjähriger Assistententätigkeit am Institut für Pflanzenkrankheiten der Universität Bonn wurde Klingauf 1976 zum Wissenschaftlichen Rat und Professor ernannt. Gleichzeitig wurde er mit der Leitung der Abteilung Entomologie und Pflanzenschutz beauftragt und im Oktober 1979 zum geschäftsführenden Direktor des Institutes bestellt.
Am l. August 1980 wurde er nach einem Berufungsverfahren durch den Bundesminister für Ernährung, Landwirtschaft und Forsten (BML) zum Direktor und Professor ernannt und mit der Leitung des Institutes für biologische Schädlingsbekämpfung der BBA in Darmstadt beauftragt.
Die Lehrtätigkeit an der Universität Bonn setzte er dort auch nach dem Wechsel in die BBA fort, bis 1982 die Umhabilitation zur TH Darmstadt erfolgte. Am 30. August 1982 wurde er zum Honorar-Professor im Fachbereich Biologie der Technischen Hochschule Darmstadt ernannt.
Nach einem weiteren Berufungsverfahren hat Fred Klingauf mit Wirkung vom l. Juli 1988 die Aufgabe des Präsidenten der BBA übernommen. Am 2. September 1988 erfolgte seine Ernennung zum Präsidenten und Professor. Am Monatsende August 2001 schied Fred Klingauf  aus dem aktiven Dienst als Präsident der Biologischen Bundesanstalt für Land- und Forstwirtschaft (BBA) aus, zu seinem Nachfolger im Amt wurde Georg F. Backhaus ernannt.

## Würdigung
Präsident Klingauf setzte sich 21 Jahre mit größtem Engagement und Leidenschaft für das Wohl der Biologischen Bundesanstalt ein. Als Präsident kamen Aufgaben auf ihn zu, die bei seiner Berufung noch nicht absehbar waren, wie beispielsweise die Wiedervereinigung Deutschlands. Mit Verhandlungsgeschick gelang es ihm, beachtliche Teile des staatlichen Pflanzenschutzes aus beiden Teilen Deutschlands in der BBA zusammenzuführen.
Seine wissenschaftlichen Leistungen fanden sowohl in nationalen als auch in internationalen Fachkreisen große Anerkennung. So war er über viele Jahre bei der Deutschen Forschungsgemeinschaft als Fachgutachter im Bereich Phytomedizin sowie in der Pflanzenschutzmittelkommission tätig. Als Experte für Fragen des biologischen und des integrierten Pflanzenschutzes betreute Fred Klingauf Pflanzenschutzprojekte in vielen Ländern der Erde.
Beispielsweise wurde Fred Klingauf im Februar 2001 von der slowakischen Regierung mit der „Department Distinction Silver Medal“ für die gute fachliche Zusammenarbeit beider Länder auf dem Gebiet des Pflanzenschutzes ausgezeichnet.
Ein Ziel das Fred Klingauf besonders am Herzen lag, war die Förderung des wissenschaftlichen Nachwuchses. Bis zu seinem Ausscheiden betreute er 47 Diplomarbeiten und führte 44 Doktoranden zur Promotion.

## Mitgliedschaften
- Vorstand und Ehrenvorsitzender der Deutschen Phytomedizinischen Gesellschaft
- Deutsche Forschungsgemeinschaft (DFG), Fachgutachter im Bereich Phytomedizin sowie Mitglied in der Pflanzenschutzmittelkommission
- Deutschen Gesellschaft für allgemeine und angewandte Entomologie, (Vorsitz 1986–1989)
- International Organization for Biological and Integrated Control of Noxious Animals and Plants, West Palaearctic Regional Section (IOBC/WPRS, Vizepräsident 1985 bis 1989)
- Betreuer von Pflanzenschutzprojekten in Tunesien, Syrien, Jemen, Ägypten, Kenia, Vietnam, Philippinen, WestSamoa und in Argentinien
- Auszeichnung mit der Otto-Appel-Denkmünze (2004)

## Schriftleitungsmitglied
- Journal of Plant Diseases and Protection

## Veröffentlichungen
- Abwehr- und Meidereaktionen von Blattläusen <Aphididae> bei Bedrohung durch Räuber und Parasiten. Diss. Bonn 1966.

- Die Wirtswahl von Blattläusen (Aphididae) und die das Selektionsverhalten steuernden Reize unter besonderer Berücksichtigung der Pflanzenoberfläche und ihres Wachsbelages. Habil.-Schrift Bonn. 1973, 163 S.
- Professor Dr. Rudolf Heitefuß emeritiert. In: Nachrichtenblatt des Deutschen Pflanzenschutzdienstes. Bd. 46, 1994, S. 178–179.
- Abkürzungsverzeichnis Pflanzenschutz – Landwirtschaft – Umweltschutz, mit Michael Welling 1997, 151 S.
- Fred Klingauf (Hrsg.): 100 Jahre Pflanzenschutzforschung: Festveranstaltung zum 100jährigen Jubilaum der Biologischen Bundesanstalt für Land- und Forstwirtschaft, Berlin-Dahlem, 1999